# Indian Super League 2014
La temporada 2014 de la Indian Super League fue la edición inaugural de la Superliga de India, campeonato profesional de fútbol en la República de la India que organizaron los grupos privados IMG World y Reliance Industries, con la aprobación de la Federación de Fútbol de la India. Tuvo lugar desde el 12 de octubre hasta el 20 de diciembre de 2014.
La participación en la ISL está cerrada a ocho franquicias que representan a las ciudades más importantes del país. En primer lugar se disputa una fase de todos contra todos a ida y vuelta, hasta sumar 14 jornadas. Los cuatro primeros pasan a una serie final eliminatoria con semifinales (dos encuentros) y una gran final a partido único.
El Atlético de Kolkata se proclamó campeón de la ISL 2014 tras superar en la gran final al Kerala Blasters por 1:0.

## Sistema de competición
La ISL se celebra entre octubre y diciembre y consta de un grupo único integrado por ocho equipos. Hay dos fases diferenciadas: temporada regular y play-off por el título. Las fechas no coinciden en ningún momento con la I-League, el otro campeonato profesional, que arranca cuando la ISL ya ha terminado.
La fase regular se disputa entre octubre y diciembre. Los ocho clubes se enfrentan todos contra todos en dos rondas —una en campo propio y otra en el del contrario— hasta sumar un total de catorce jornadas. La clasificación final se establece con arreglo a los puntos totales obtenidos por cada equipo: tres puntos por cada victoria, uno por cada empate y ninguno en la derrota.
Después, los cuatro primeros clasificados pasan a una serie final eliminatoria, disputada en diciembre, en la que quedan encuadrados según su posición: primero contra cuarto y segundo contra tercero. Las semifinales se disputan a ida y vuelta, mientras que la gran final es a partido único.
El sistema de participación es cerrado y depende del cumplimiento de las obligaciones impuestas por la organización. Las plazas de la temporada inaugural se han determinado por subasta. No existe un sistema de ascensos y descensos: la ISL se reserva el derecho de alterar el número de competidores en posteriores ediciones.

### Inscripción de futbolistas
Cada equipo debe contar con una plantilla formada por 22 futbolistas. De esta cifra, al menos 10 deben ser de nacionalidad india (y cuatro de la región que se representa). En la temporada inaugural, las franquicias que tienen convenios con clubes de la I-League (NorthEast United y F. C. Goa) han podido nutrirse de sus jugadores, pero en caso contrario han participado en un draft nacional para determinar quiénes se hacen con la cesión.
La ISL exige un mínimo de 8 plazas extranjeras y un máximo de 10, cifra superior a la de los torneos adscritos a la Confederación Asiática. Cada equipo debe contar con un "jugador franquicia" (marquee player), cuyo salario es superior al del resto del plantel, y puede fichar libremente otros dos internacionales. En la temporada inaugural, el resto de las plazas extranjeras se han elegido a través de un draft internacional.

## Información de los equipos
| Equipo              | Ciudad   | Estadio                      | Aforo   | Entrenador          | Jugador franquicia   |
| ------------------- | -------- | ---------------------------- | ------- | ------------------- | -------------------- |
| Atlético de Kolkata | Calcuta  | Estadio de la Juventud India | 120 000 | Antonio López Habas | Luis García          |
| Chennaiyin F. C.    | Chennai  | Estadio Nehru, Chennai       | 40 000  | Marco Materazzi     | Elano                |
| Delhi Dynamos       | Delhi    | Estadio Nehru, Delhi         | 60 000  | Harm van Veldhoven  | Alessandro Del Piero |
| F. C. Goa           | Goa      | Estadio Fatorda              | 22 000  | Zico                | Robert Pirès         |
| Kerala Blasters     | Cochín   | Estadio Nehru, Cochín        | 55 000  | David James         | David James          |
| Mumbai City F. C.   | Bombay   | Estadio DY Patil             | 55 000  | Peter Reid          | Fredrik Ljungberg    |
| NorthEast United    | Guwahati | Estadio Indira Gandhi        | 35 000  | Ricki Herbert       | Joan Capdevila       |
| F. C. Pune City     | Pune     | Estadio Balewadi             | 22 000  | Franco Colomba      | David Trezeguet      |

## Temporada regular
|  |    | Equipos de fútbol   | PJ | G | E | P | GF | GC | Dif | Pts |
|  | -- | ------------------- | -- | - | - | - | -- | -- | --- | --- |
|  | 1. | Chennaiyin F. C.    | 14 | 6 | 5 | 3 | 24 | 20 | +4  | 23  |
|  | 2. | F. C. Goa           | 14 | 6 | 4 | 4 | 21 | 12 | +9  | 22  |
|  | 3. | Atlético de Kolkata | 14 | 4 | 7 | 3 | 16 | 13 | +3  | 19  |
|  | 4. | Kerala Blasters     | 14 | 5 | 4 | 5 | 9  | 11 | −2  | 19  |
|  | 5. | Delhi Dynamos       | 14 | 4 | 6 | 4 | 16 | 14 | +2  | 18  |
|  | 6. | F. C. Pune City     | 14 | 4 | 4 | 6 | 12 | 17 | −5  | 16  |
|  | 7. | Mumbai City         | 14 | 4 | 4 | 6 | 12 | 21 | −9  | 16  |
|  | 8. | NorthEast United    | 14 | 3 | 6 | 5 | 11 | 13 | −2  | 15  |

|  | Clasificado para la Fase Final de la Superliga de India. |

### Resultados
|                     | ADK | CHE | DEL | GOA | NEU | KER | MUM | PUN |
| Atlético de Kolkata |     | 0-0 | 1-1 | 1-1 | 1-0 | 1-1 | 3-0 | 1-3 |
| Chennaiyin F. C.    | 1-1 |     | 2-2 | 1-3 | 2-2 | 2-1 | 5-1 | 3-1 |
| Delhi Dynamos       | 0-0 | 4-1 |     | 1-4 | 0-0 | 0-1 | 4-1 | 0-0 |
| F. C. Goa           | 1-2 | 1-2 | 2-1 |     | 3-0 | 3-0 | 0-0 | 2-0 |
| NorthEast United    | 0-2 | 3-0 | 1-2 | 1-1 |     | 1-0 | 1-1 | 0-0 |
| Kerala Blasters     | 2-1 | 0-1 | 0-0 | 1-0 | 0-0 |     | 0-0 | 1-0 |
| Mumbai City         | 2-1 | 0-3 | 1-0 | 0-0 | 0-2 | 1-0 |     | 5-0 |
| Pune City           | 1-1 | 1-1 | 0-1 | 2-0 | 1-0 | 1-2 | 2-0 |     |

## Fase final

### Cuadro
|  | Semifinales            | Semifinales           | Semifinales            |   |                    | Final           | Final           |  |
|  | 13 al 17 de diciembre  | 13 al 17 de diciembre | 13 al 17 de diciembre  |   |                    | 20 de diciembre | 20 de diciembre |  |
|  |                        |                       |                        |   |                    |                 |                 |  |
|  |                        |                       |                        |   |                    |                 |                 |  |
|  | 4. Kerala Blasters     | 3                     | 1                      |   |                    |                 |                 |  |
|  | 4. Kerala Blasters     | 3                     | 1                      |   |                    |                 |                 |  |
|  | 1. Chennaiyin F. C.    | 0                     | 3                      |   |                    |                 |                 |  |
|  | 1. Chennaiyin F. C.    | 0                     | 3                      |   | 4. Kerala Blasters | 0               |                 |  |
|  |                        |                       |                        |   | 4. Kerala Blasters | 0               |                 |  |
|  |                        |                       | 3. Atlético de Kolkata | 1 |                    |                 |                 |  |
|  | 3. Atlético de Kolkata | 0                     | 3. Atlético de Kolkata | 1 | 0                  |                 |                 |  |
|  | 3. Atlético de Kolkata | 0                     |                        |   | 0                  |                 |                 |  |
|  | 2. F. C. Goa           | 0                     | 0                      |   |                    |                 |                 |  |
|  | 2. F. C. Goa           | 0                     | 0                      |   |                    |                 |                 |  |
|  |                        |                       |                        |   |                    |                 |                 |  |

### Semifinales
| 13 de diciembre de 2014, 19:00 (IST) | Kerala Blasters                     | 3:0     | Chennaiyin F. C. | Estadio Jawaharlal Nehru, Cochín                             |                                                              |
|                                      | Ahmed 27' · Hume 29' · Sushanth 94' | Reporte |                  | Asistencia: 60 900 espectadores Árbitro(s): Pranjal Banerjee | Asistencia: 60 900 espectadores Árbitro(s): Pranjal Banerjee |

| 16 de diciembre de 2014, 19:00 (IST) | Chennaiyin F. C.                              | 3:1 (t. s.) | Kerala Blasters | Estadio Jawaharlal Nehru, Chennai                          |                                                            |
|                                      | Silvestre 42' · Jhingan 76' (a.g.) · Jeje 90' |             | Pearson 117'    | Asistencia: 25 317 espectadores Árbitro(s): Tejas Narvekar | Asistencia: 25 317 espectadores Árbitro(s): Tejas Narvekar |

| 14 de diciembre de 2014, 19:00 (IST) | Atlético de Kolkata | 0:0     | F. C. Goa | Estadio de la Juventud India, Calcuta                        |                                                              |
|                                      |                     | Reporte |           | Asistencia: 53 173 espectadores Árbitro(s): MB Santosh Kumar | Asistencia: 53 173 espectadores Árbitro(s): MB Santosh Kumar |

| 17 de diciembre de 2014, 19:00 (IST) | F. C. Goa                                    | 0:0 (2-4 p.)               | Atlético de Kolkata           | Estadio Fatorda, Goa                                                     |  |
|                                      |                                              |                            |                               | Asistencia: 19 012 espectadores Árbitro(s): Ravshan Irmatov (Uzbekistán) |  |
|                                      |                                              | Tiros desde el punto penal |                               |                                                                          |  |
|                                      | André Santos · Özbey · Zohib Amiri · Miranda |                            | Josemi · Rafi · Jofre · Borja |                                                                          |  |

### Final
| 20 de diciembre de 2014 | Kerala Blasters | 0:1 | Atlético de Kolkata | Estadio DY Patil, Bombay                                                 |                                                                          |
|                         |                 |     | Rafique 90+5'       | Asistencia: 36 484 espectadores Árbitro(s): Ravshan Irmatov (Uzbekistán) | Asistencia: 36 484 espectadores Árbitro(s): Ravshan Irmatov (Uzbekistán) |

|                     |
| Campeón             |
| Atlético de Kolkata |
| 1.er título         |

## Estadísticas
| Elano                                         | Chennaiyin F. C.    | 8 | 11 |
| Miroslav Slepička                             | F. C. Goa           | 5 | 10 |
| Fikru Teferra                                 | Atlético de Kolkata | 5 | 12 |
| Gustavo Marmentini                            | Delhi Dynamos       | 5 | 13 |
| Iain Hume                                     | Kerala Blasters     | 5 | 15 |
| Última actualización: 20 de diciembre de 2014 |                     |   |    |

| Koke                                          | NorthEast United | 4 | 12 |
| Miroslav Slepička                             | F. C. Goa        | 4 | 10 |
| André Santos                                  | F. C. Goa        | 3 | 12 |
| Harmanjot Khabra                              | Chennaiyin F. C. | 3 | 15 |
| Iain Hume                                     | Kerala Blasters  | 3 | 15 |
| Última actualización: 20 de diciembre de 2014 |                  |   |    |

## Distinciones individuales
| Premio                             | Jugador            | Equipo              |
| ---------------------------------- | ------------------ | ------------------- |
| Máximo goleador                    | Elano (8)          | Chennaiyin F. C.    |
| Mejor jugador                      | Iain Hume          | Kerala Blasters     |
| Mejor futbolista joven             | Sandesh Jhingan    | Kerala Blasters     |
| Portero menos goleado              | Jan Šeda           | F. C. Goa           |
| Mejor gol de la liga               | Kostas Katsouranis | F. C. Pune City     |
| Mejor forma                        | Jan Štohanzl       | Mumbai City F. C.   |
| Mejor jugador para los aficionados | Luis García        | Atlético de Kolkata |
| Premio al juego limpio             |                    | Delhi Dynamos       |